# Terzo ponte di Nanchino
Il Terzo ponte di Nanchino (in cinese: 南京长江第三大桥, in pinyin: Nánjīng ChángJiāng dìsāndà qiáo) è il secondo ponte strallato della città di Nanchino in Cina. Inaugurato nel 2005, con la sua luce di 688 metri al momento dell'inaugurazione era il terzo ponte strallato più lungo al mondo, preceduto solamente dal ponte Tatara in Giappone e dal ponte di Normandia in Francia. Il ponte condivide l'itinerario di due autostrade: la G42, che collega Chengdu con Shanghai e la G2501, il grande raccordo anulare di Nanchino.

## Storia
I lavori di costruzione del ponte sono iniziati nel maggio 2003 e si sono conclusi il 7 ottobre 2005, quando il ponte è stato inaugurato con ben 22 mesi d'anticipo rispetto al cronoprogramma. Alla costruzione del ponte hanno lavorato circa 2000 operai, 24 ore al giorno 7 giorni su 7. Il costo dell'opera è stato stimato in 3,5 miliardi di Yuan, circa 460 milioni di Euro.

## Descrizione

Schema del ponte

Seguendo il corso del fiume Azzurro, il ponte si trova alle porte orientali della città di Nanchino, a poca distanza dal ponte ferroviario di Dashengguan.
Si tratta di un ponte strallato di lunghezza complessiva di 1288 metri, suddiviso in cinque campate rispettivamente di 63, 257, 648, 257 e 63 metri. Il ponte fa parte di un complesso sopraelevato molto più lungo, che comprende due rampe di accesso lunghe rispettivamente 3083 metri (quella meridionale) e 7773 metri (quella settentrionale), oltre ad una parte centrale lunga 4744 metri. La velocità massima consentita sul ponte è di 100 km/h.

### Piloni

Struttura dei piloni

La particolarità dei piloni, alti 215 metri, è data dal loro materiale: calcestruzzo, dalle fondamenta al piano stradale e acciaio, dal piano stradale sino alla sommità. Vista attraverso il ponte, la forma dei piloni è simile ad una A curva e stretta, e le gambe di ciascun pilone sono unite da 4 travi orizzontali..